# Hamburg-Block

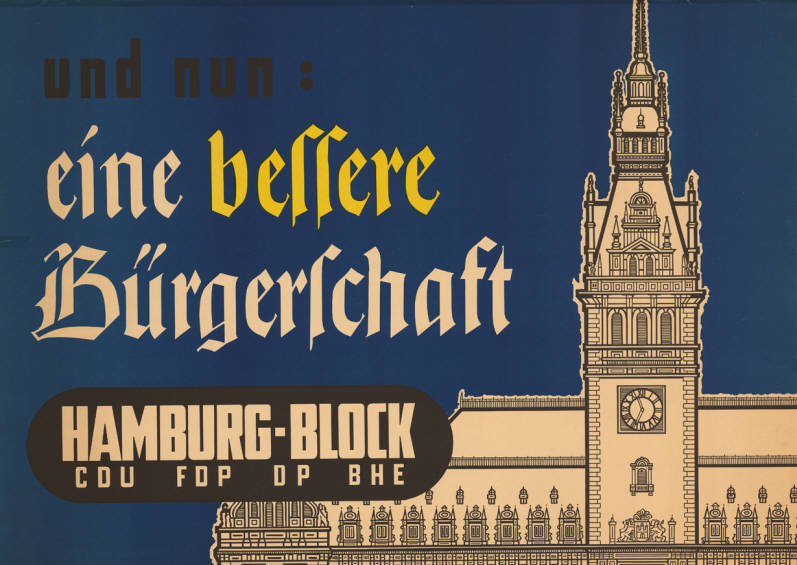
Wahlplakat 1953

Der Hamburg-Block (Kurzbezeichnung: HB) war ein Zusammenschluss der Parteien CDU, FDP, DP und BHE bei der Bürgerschaftswahl 1953. Der Hamburg-Block war eine offizielle Partei und stellte von 1953 bis 1957 den Senat der Hansestadt Hamburg.

## Ursprung
Im Hamburg der Nachkriegszeit versuchte das bürgerliche Lager bereits zweimal, die sozialdemokratische Dominanz mit einer gemeinsamen Verbindung zu bezwingen. Bei der Wahl 1946 standen CDU und FDP einem Bündnis wie dem Vaterstädtischen Bund Hamburg (VBH) von Paul de Chapeaurouge abwartend oder sogar ablehnend gegenüber. Drei Jahre später, anlässlich der Bürgerschaftswahl 1949, konnten sich die beiden bürgerlichen Parteien zusammen mit der Deutschen Konservativen Partei (DKP) auf eine Neuauflage des VBH einigen. Das bürgerliche Lager schwächte sich selbst, da die Deutsche Partei (DP) aufgrund inhaltlicher Differenzen aus dem Bündnis ausgeschlossen wurde. Mit 34,5 % der Stimmen konnte der VBH die damalige Übermacht der SPD nicht gefährden.
Zur Bürgerschaftswahl 1953 entstand das dritte Mal ein Bündnis, das die Kräfte rechts der SPD bündeln sollte. Bereits am 20. Februar 1953 kamen die Landesvorsitzenden der drei Parteien, Hugo Scharnberg (CDU), Willy Max Rademacher (FDP) und Rudi Conventz (DP) zusammen und vereinbarten eine – nicht näher beschriebene – Zusammenarbeit mit dem Ziel, „die sozialistische Mehrheit in Hamburg zu brechen und gemeinsam die Regierung zu stellen“. Nicht nur der Bürgerschaftswahlkampf im Herbst des Jahres war im Fokus des Dreigespannes, sondern auch die Bundestagswahl im Sommer, die als Test für Hamburg angesehen wurde. Der Hamburg-Block wurde dann am 28. September 1953 im Vorfeld der Bürgerschaftswahl 1953 als „politische Partei im Sinne des Artikels 21 des Grundgesetzes“ gegründet. Die drei gleichberechtigten Vorstandsmitglieder waren Erik Blumenfeld (CDU), Edgar Engelhard (FDP) und Erwin Jacobi (DP). Als Bürgermeisterkandidat wurde der Parteilose und damalige Gesandte der Bundesrepublik Deutschland in Stockholm Kurt Sieveking aufgestellt.

## Der Wahlkampf
Der Wahlkampf verlief bei der Menge von verschiedenen Parteien und Persönlichkeiten eher unkoordiniert. Auf der einen Seite versuchte die kostenlose Zeitung „Der Hanseat“ unter der Leitung des CDU-Politikers Otto Link, Stimmung gegen die SPD zu machen. Die als überparteilich „getarnte“ Zeitung war bereits vor der Gründung des Blocks erstmals 1952 herausgegeben worden und hatte eine Auflage von 500.000 bis 600.000 Exemplaren. Dagegen wollte der Spitzenkandidat Kurt Sieveking nichts mit dem Hanseat zu tun haben und ließ nichts auf den Ersten Bürgermeister der Sozialdemokraten Max Brauer kommen.
Das zentrale Thema des Wahlkampfes war die Schulreform des SPD-Senats. Die Schulreform war schon in der zweiten Wahlperiode der Bürgerschaft (1949–1953) der Hauptstreitpunkt. Innerhalb der Reform war vor allem die Einführung einer sechsjährigen Grundschule der Knackpunkt. Der Widerstand gegen diese Reform formierte sich nicht nur innerhalb der Bürgerschaft, sondern auch in der Tagespresse und der Öffentlichkeit. Dass auch CDU und FDP mit vielen Teilen der Reform einverstanden waren, blieb bei der öffentlichen Auseinandersetzung unbeachtet. Der SPD-Senat lag mit seiner Einschätzung falsch, dass der Widerstand innerhalb der zweiten Wahlperiode schon abklingen würde. Die bürgerlichen Parteien konnten ihren Widerstand gegen die Reform bis in den Wahlkampf ausdehnen und dort sogar nochmals forcieren. Erich Lüth beschreibt, dass der Wahlkampf „an Härte“ zunahm und dass gerade bei diesem Thema von einer „traditionellen Wohltemperiertheit“ der Hanseaten keine Rede mehr sein konnte.

## Bürgerschaftswahl und Wahlperiode
Der Hamburg-Block erhielt 50 % der Stimmen und somit die absolute Mehrheit der Mandate in der Bürgerschaft. Mit den 62 Sitzen konnte er den Senat stellen. Vorher musste aber der bisherige SPD-Senat mit einem konstruktiven Misstrauensvotum abgesetzt werden, weil dieser wegen der geringen Stärkeunterschiede der Fraktionen nicht zurücktreten wollte. Die SPD erhielt den Rest der 120 Sitze der Bürgerschaft und ging in die Opposition.
Der neue Block-Senat hatte es schwer in seinen neuen Aufgaben. Die meist unerfahrenen Senatoren mussten sich in den Deputationen, in der Bürgerschaft und den Ausschüssen mit kundigen Opponenten und zum Teil sogar ehemaligen Senatoren auseinandersetzten. Erich Lüth kam daher in seinem Buch über die „Hamburger Bürgerschaft 1946 bis 1971“ zu der Auffassung, dass „keine Regierung des Stadtstaates Hamburg […] jemals einer so durchgreifenden und fachlich versierten parlamentarischen Kontrolle standhalten“ musste.
Aber auch innerhalb der Koalition kam es immer wieder zu Differenzen. Die Freien Demokraten hatten zum Teil das Gefühl, vom Ersten Bürgermeister nur unzureichend in die Regierungsgeschäfte einbezogen und zudem schlecht unterrichtet zu sein. Die FDP konnte sich außerdem nur schwer mit deutsch-nationalen Strömungen in der DP identifizieren.
Zu einer Regierungskrise kam es 1956. Die Sozialdemokraten und die Deutsche Partei kamen überein, ein konstruktives Misstrauensvotum gegen den Bürgermeister Kurt Sieveking zu stellen. Das Ziel war, den ehemaligen Bürgermeister Max Brauer wieder einzusetzen. Der damalige Bundeskanzler Konrad Adenauer intervenierte, indem er den DP-Bundestagsabgeordneten Hans-Joachim von Merkatz nach Hamburg schickte. Dieser brachte den Hamburger Landesverband dazu, sich weiterhin loyal zum amtierenden Bürgermeister zu stellen. Nach der erfolgreichen Aktion Adenauers wurde die Absprachen zwischen der SPD und der DP nicht eingehalten. Das Misstrauensvotum wurde mit 57 (von 120) Stimmen gegen Sieveking abgelehnt.
Bereits nach drei Jahren in der Regierungskoalition wurde die Entfremdung der Liberalen vom Hamburg-Block immer deutlicher. Die Gefahr einer Wahlschlappe bei der anstehenden Bürgerschaftswahl sorgte zudem dafür, dass die FDP noch vor Ablauf der Wahlperiode das Bündnis verließ, um wieder ihr eigenes Profil in der Öffentlichkeit zu schärfen.

## Ende des Hamburg-Blocks
Der Hamburg-Block zerfiel am Ende der Wahlperiode. Zur Bürgerschaftswahl 1957 trat er nicht mehr an. Die Meinungsunterschiede der Parteien im Hamburg-Block waren immer wieder zu Tage getreten und zum Ende der Wahlperiode deutlich stärker geworden. Durch das neue Wahlgesetz, welches nur noch die reine Verhältniswahl kannte, wurden zudem politische Bündnisse unbedeutender. Bei der Wahl 1957 traten die Parteien daher wieder einzeln auf.
Bis heute sieht die CDU in der Rückbetrachtung die FDP in der Schuld, dass 1957 das „erfolgreiche“ Bündnis zerbrach. Sie schreibt in ihrer „Geschichte der Hamburger CDU“, dass die „FDP keinen Sinn mehr im „Hamburg-Block“ sah und dazu verleitet worden war eine eigene Kandidatenliste für die kommende Bürgerschaft aufzustellen.“ Die Hamburger FDP sieht es aus heutiger Sicht als Leistung, sich „trotz anderer Traditionslinien“ des „Bürgerblock-Denkens“ der 1950er Jahre angenommen zu haben.